# Вудворд (Пенсільванія)
Вудворд (англ. Woodward) — переписна місцевість (CDP) в США, в окрузі Сентр штату Пенсільванія. Населення — 106 осіб (2020).

## Географія
Вудворд розташований за координатами 40°53′59″ пн. ш. 77°20′49″ зх. д. / 40.89972° пн. ш. 77.34694° зх. д. (40.899738, -77.347074).  За даними Бюро перепису населення США в 2010 році переписна місцевість мала площу 1,53 км², уся площа — суходіл.

## Демографія
Згідно з переписом 2010 року, у переписній місцевості мешкало 110 осіб у 55 домогосподарствах у складі 29 родин. Густота населення становила 72 особи/км².  Було 80 помешкань (52/км²).
Расовий склад населення:
| - 98,2 % — білих - 0,9 % — чорних або афроамериканців |

До двох чи більше рас належало 0,9 %. Частка іспаномовних становила 0,0 % від усіх жителів.
За віковим діапазоном населення розподілялося таким чином: 18,2 % — особи молодші 18 років, 57,3 % — особи у віці 18—64 років, 24,5 % — особи у віці 65 років та старші. Медіана віку мешканця становила 42,5 року. На 100 осіб жіночої статі у переписній місцевості припадало 107,5 чоловіків;  на 100 жінок у віці від 18 років та старших — 114,3 чоловіків також старших 18 років.
Середній дохід на одне домашнє господарство  становив 37 725 доларів США (медіана — 25 417), а середній дохід на одну сім'ю — 36 420 доларів (медіана — 25 500). Медіана доходів становила 25 500 доларів для чоловіків та 20 750 доларів для жінок. За межею бідності перебувало 22,8 % осіб, у тому числі 34,5 % дітей у віці до 18 років та 0,0 % осіб у віці 65 років та старших.
Цивільне працевлаштоване населення становило 61 особа. Основні галузі зайнятості: роздрібна торгівля — 34,4 %, транспорт — 29,5 %, науковці, спеціалісти, менеджери — 16,4 %, виробництво — 4,9 %.